# Matteo Tramoni
Matteo Tramoni (Ajaccio, 20 gennaio 2000) è un calciatore francese con cittadinanza italiana, centrocampista del Pisa.

## Biografia
Ha un fratello più piccolo di tre anni, Lisandru, anch'egli calciatore cresciuto nell'Ajaccio e trasferitosi assieme a lui al Cagliari, per poi essere aggregato alla formazione Primavera. Successivamente, i due si sono ritrovati da compagni nella prima squadra del Pisa.
Il 27 marzo 2024, grazie al supporto legale fornito dal Pisa, acquisisce insieme al fratello la cittadinanza italiana.

## Carriera

### Club

#### Ajaccio

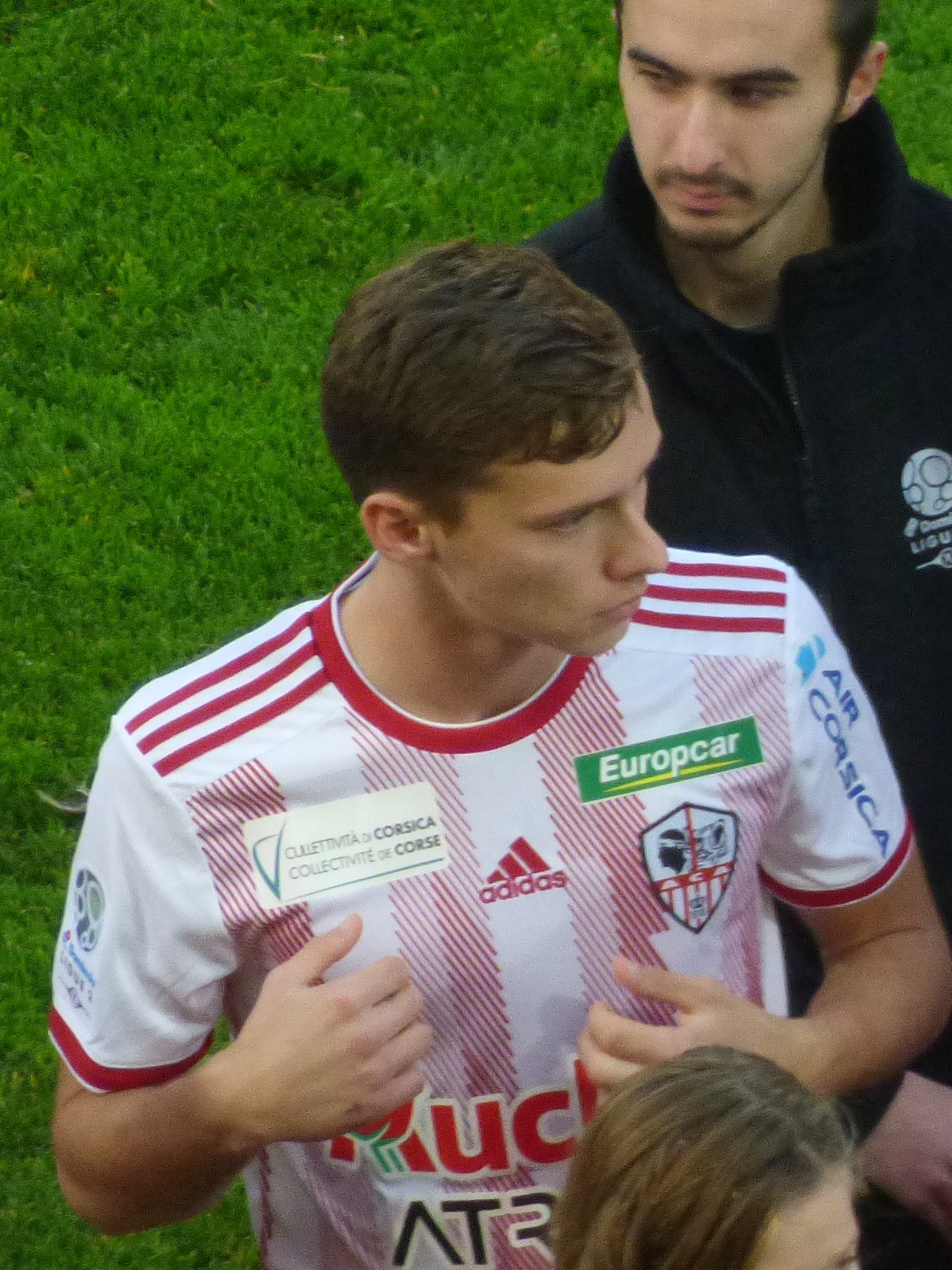
Tramoni con l' nel 2018.

Tramoni inizia a giocare a calcio a sette anni nelle giovanili del club della sua città, l'Ajaccio. Dopo aver fatto tutta la trafila nel settore giovanile, nel 2017 viene promosso in prima squadra e debutta in Ligue 2 il 19 settembre nel 3-0 contro il Valenciennes. Dieci giorni dopo sigla la prima rete da professionista contro il Bourg-en-Bresse. La stagione dei biancorossi termina al terzo posto che vale la qualificazione al play-off per la Ligue 1: dopo la vittoria ai rigori contro il Le Havre in finale incontra la terzultima della massima serie, il Tolosa, ma la doppia sconfitta contro il Téfécé, in cui Tramoni gioca solo il ritorno, gli nega la promozione.
Nelle due stagioni successive si ritaglia sempre più spazio e parte quasi sempre titolare: la stagione 2018-2019 è molto più travagliata e termina con una salvezza per i corsi, mentre quella 2019-2020 è decisamente positiva ma la pandemia di COVID-19 sospende anticipatamente il campionato e lascia i corsi al terzo posto, negando quindi un'altra promozione.

#### Cagliari e Brescia
Il 23 settembre 2020 viene tesserato dal Cagliari, club della Serie A italiana, che lo acquista assieme al fratello minore Lisandru (successivamente aggregato alla squadra Primavera). Contestualmente diventa il secondo corso della storia a giocare per i sardi dopo François Modesto che ne vestì la maglia dal 1999 al 2004.
Il 4 ottobre 2020 fa il suo debutto con i sardi in occasione della sconfitta per 5-2 contro l'Atalanta, mentre il 28 ottobre disputa il suo primo match da titolare nella sfida del terzo turno di Coppa Italia contro la Cremonese vinta per 1-0.
Conclusa la sua prima stagione in Italia con 9 presenze all'attivo, il 1º luglio 2021 si trasferisce in prestito al Brescia. Segna la sua prima rete con i lombardi il 27 agosto, nel successo per 5-1 sul Cosenza.

#### Pisa
Concluso il prestito, torna al Cagliari, che il 18 agosto 2022 lo cede a titolo definitivo al Pisa, assieme al fratello Lisandru. Sigla la sua prima rete in nerazzurro il 15 ottobre successivo, nella partita pareggiata per 3-3 sul campo del Palermo.
Inizia la stagione 2023-2024 segnando in campionato contro la Sampdoria; tuttavia, nella stessa partita subisce la lesione del legamento crociato anteriore del ginocchio sinistro, infortunio che lo tiene lontano dal campo per sette mesi. Il 1º aprile 2024, rientra in campo da subentrato nel match di campionato contro il Palermo: nell'occasione, sigla una doppietta, permettendo alla sua squadra di rimontare lo svantaggio e vincere 4-3.
Nella stagione successiva, grazie anche all'arrivo in panchina di Filippo Inzaghi, Tramoni diventa un titolare fisso della squadra toscana. Con 13 gol e tre assist in 26 partite, termina il campionato come il miglior marcatore della formazione che ha conquistato la promozione in Serie A, a trentaquattro anni di distanza dall'ultima volta.

### Nazionale
Oltre ad aver rappresentato la Francia nelle selezioni giovanili, ha due presenze con la selezione della Corsica.

## Statistiche

### Presenze e reti nei club
Statistiche aggiornate al 13 maggio 2025.
| Stagione        | Squadra         | Campionato      | Campionato | Campionato | Coppe nazionali | Coppe nazionali | Coppe nazionali | Coppe continentali | Coppe continentali | Coppe continentali | Altre coppe | Altre coppe | Altre coppe | Totale | Totale |
| Stagione        | Squadra         | Comp            | Pres       | Reti       | Comp            | Pres            | Reti            | Comp               | Pres               | Reti               | Comp        | Pres        | Reti        | Pres   | Reti   |
| --------------- | --------------- | --------------- | ---------- | ---------- | --------------- | --------------- | --------------- | ------------------ | ------------------ | ------------------ | ----------- | ----------- | ----------- | ------ | ------ |
| 2017-2018       | Ajaccio         | L2              | 9+1        | 1+0        | CdF+CdL         | 1+0             | 0               | -                  | -                  | -                  | -           | -           | -           | 11     | 1      |
| 2018-2019       | Ajaccio         | L2              | 28         | 2          | CdF+CdL         | 0+2             | 0               | -                  | -                  | -                  | -           | -           | -           | 30     | 2      |
| 2019-2020       | Ajaccio         | L2              | 24         | 2          | CdF+CdL         | 0+1             | 0+1             | -                  | -                  | -                  | -           | -           | -           | 25     | 3      |
| ago.-set. 2020  | Ajaccio         | L2              | 1          | 0          | CdF             | -               | -               | -                  | -                  | -                  | -           | -           | -           | 1      | 0      |
| Totale Ajaccio  | Totale Ajaccio  | Totale Ajaccio  | 62+1       | 5          |                 | 4               | 1               |                    | -                  | -                  |             | -           | -           | 67     | 6      |
| set. 2020-2021  | Cagliari        | A               | 6          | 0          | CI              | 3               | 0               | -                  | -                  | -                  | -           | -           | -           | 9      | 0      |
| 2021-2022       | Brescia         | B               | 38+3       | 7+1        | CI              | 1               | 0               | -                  | -                  | -                  | -           | -           | -           | 42     | 8      |
| 2022-2023       | Pisa            | B               | 32         | 5          | CI              | -               | -               | -                  | -                  | -                  | -           | -           | -           | 32     | 5      |
| 2023-2024       | Pisa            | B               | 7          | 3          | CI              | 1               | 0               | -                  | -                  | -                  | -           | -           | -           | 8      | 3      |
| 2024-2025       | Pisa            | B               | 26         | 13         | CI              | 1               | 1               | -                  | -                  | -                  | -           | -           | -           | 27     | 14     |
| Totale Pisa     | Totale Pisa     | Totale Pisa     | 65         | 21         |                 | 2               | 1               |                    | -                  | -                  |             | -           | -           | 67     | 22     |
| Totale carriera | Totale carriera | Totale carriera | 171+4      | 33+1       |                 | 10              | 2               |                    | -                  | -                  |             | -           | -           | 185    | 36     |